# Mysmenopsis cienaga
Espèce
Mysmenopsis cienaga est une espèce d'araignées aranéomorphes de la famille des Mysmenidae.

## Distribution
Cette espèce se rencontre en Colombie, au Pérou et au Brésil.

## Description
Le mâle holotype mesure 1,03 mm.
La femelle décrite par Baert en 1990 mesure 1,53 mm.

## Systématique et taxinomie
Cette espèce a été décrite par Müller en 1987.

## Publication originale
- Müller, 1987 : « Spiders from Colombia V. A new Mysmenopsis from the Ciénaga Grande de Santa Marta, northern Colombia (Araneida: Mysmenidae). » Bulletin of the British Arachnological Society, vol. 7, no 6, p. 185.